# O Menino Maluquinho
O Menino Maluquinho (traduïble al català com "El nen esbojarrat") és un personatge creat pel polifacètic artista brasiler Ziraldo. Va aparèixer per primer cop en la novel·la gràfica homònima editat l'any 1980, que aviat es va convertir en un supervendes. L'any 1989 es va transformar en una sèrie de còmics, publicada per l'editorial Globo fins al 2007. També n'han derivat pel·lícules, sèries de televisió, dibuixos animats, peces teatrals i, fins i tot, una òpera.
El personatge central, "Maluquinho", és un nen alegre i entremaliat, d'uns 10 anys. Les seves històries descriuen líricament el sabor d'una infància despreocupada.

## Concepció
Ziraldo, autor dels dibuixos i els texts, va presentar el llibre el dia del seu 48è aniversari: el 24 d'octubre de 1980. L'autor explicava que la inspiració per crear el personatge va sorgir espontàniament, mentre s'afaitava i parlava tot sol davant el mirall.
Ja en la dècada del 2000, el mateix autor considerava que l'èxit d'O Menino Maluquinho no podia comparar-se amb el que havia aconseguit Mauricio de Sousa amb l'univers de la Turma da Mônica. Creia que, malgrat haver estat molt estimat per la canalla en aquella època, Maluquinho havia restat com un personatge de culte dels anys noranta, sense aconseguir fer el salt intergeneracional de pares a fills que Sousa havia assolit amb els seus dibuixos.

## Trama
«Era uma vez um menino que tinha o olho maior que a barriga, fogo no rabo e vento nos pés.» 
Maluquinho és una criatura alegre i amb molta imaginació, que adora fer entremaliadures i viure aventures amb els amics. El llibre ens els descriu de bon començament com un nen insaciable, un follet revoltós que no para mai quiet. Un dels seus trets distintius és que porta sovint una cassola al cap, a mode de barret.
Entre els personatges que acostumen a acompanyar al Maluquinho en les seves aventures, hi ha la Julieta ("Juju"), la seva xicota; en Bocão, el millor amic; o la Nina, la germana petita. Les històries barregen un humor de tant en tant innocent i ingenu (tot i que amb una certa escatologia típica de la infància) amb un punt de nostàlgia.

## Adaptacions

### Cinema i banda sonora
Menino Maluquinho - O Filme, de 1995, va comptar amb Samuel Costa en el paper protagonista, Patrícia Pillar, Roberto Bomtempo, Othon Bastos i Luiz Carlos Arutin. Va ser produïda per Tarcísio Vidigal i dirigida per Helvécio Ratton. La cançó principal del film va ser composta i interpretada per Milton Nascimento junt amb Rita Lee, i va formar part del CD A Festa do Menino Maluquinho, un disc llançat per Polygram el 1996 amb músiques inspirades en la pel·lícula, interpretades per diversos artistes.
Menino Maluquinho 2 - A Aventura, produïda el 1997, va comptar novament amb Samuel Costa interpretant al Maluquinho. L'acompanyaren Stênio Garcia, Fernanda Guimarães i Antônio Pedro; dirigit per Fernando Meirelles.

### Sèrie de televisió

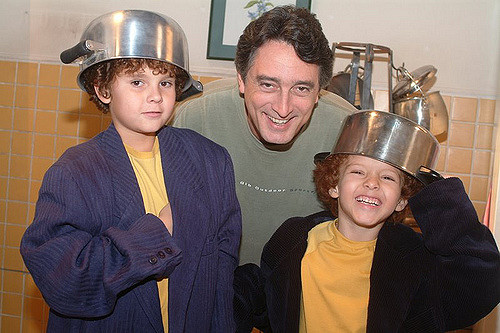
Els nens que van interpretar el protagonista d'Um menino muito maluquinho.

El 2005 va ser produïda per la cadena TVE Brasil la sèrie Um Menino muito Maluquinho. Va ser produïda per Cao Hamburger i Anna Muylaert, amb guions de la darrera i direcció de Cesar Rodrigues. L'estrena va ocórrer el 2006, amb molt d'èxit i passant a ser exhibida per la TV Cultura i Disney Channel. Emperò, va durar tan sols una temporada, amb 26 episodis de 30 minuts. La sèrie transitava per diverses etapes dels coneguts personatges del llibre: quan en Maluquinho té 10 anys (l'edat original), quan en té 5 i ja d'adult, amb 30.

### Dibuixos animats
El 2014 va anunciar-se la producció de dues sèries de dibuixos animats. La primera, en el format d'animació tradicional, estava basada en els personatges originals del lllibres i els còmics. La segona sèrie, d'animació per ordinador, estava basada en els contes infantils del Bebê Maluquinho.
L'octubre de 2020, una nova sèrie va ser anunciada per part de la plataforma de reproducció en línia Netflix. Produïda per l'estudi Chatrone, havia d'estrenar-se l'any 2021, però es va retrasar fins al 12 d'octubre de 2022, coincidint amb la celebració al Brasil del Dia de la Infància.

### Mônica e Menino Maluquinho na Montanha Mágica
L'any 2018 i amb motiu de la XXV Biennal del Llibre de São Paulo, els personatges de la Turma da Mônica i O Menino Maluquinho van compartir novel·la gràfica, un crossover dels personatges creats per Maurício de Sousa i Ziraldo, guionitzat per Manuel Filho.